# Droga wojewódzka nr 991
Droga wojewódzka nr 991 (DW991) – droga wojewódzka stanowiąca dojazd do rezerwatu „Prządki” i będąca skrótem łączącym Krosno z Rzeszowem. Jej długość wynosi 23 km, zlokalizowana jest w południowej części województwa podkarpackiego.

## Miejscowości leżące przy trasie DW991
- Krosno (DK28)
- Korczyna
- Węglówka
- Krasna
- Lutcza (DK9)